# Omloop Het Nieuwsblad 2012
L'Omloop Het Nieuwsblad 2012, sessantasettesima edizione della corsa, valido come evento dell'UCI Europe Tour 2012 categoria 1.HC, si svolse il 25 febbraio 2012 per un percorso di 199,6 km. Fu vinto dal belga Sep Vanmarcke, che terminò la gara in 4h52'34".
Furono 121 i ciclisti che portarono a termine il percorso.

## Squadre e corridori partecipanti
| N.      | Cod. | Squadra                      |
| ------- | ---- | ---------------------------- |
| 1-8     | OGE  | Orica-GreenEDGE              |
| 11-18   | OPQ  | Omega Pharma-Quickstep       |
| 21-28   | LTB  | Lotto-Belisol Team           |
| 31-38   | SKY  | Sky Procycling               |
| 41-48   | BMC  | BMC Racing Team              |
| 51-58   | ALM  | AG2R La Mondiale             |
| 61-68   | FDJ  | FDJ-BigMat                   |
| 71-78   | KAT  | Katusha Team                 |
| 81-88   | RAB  | Rabobank Cycling Team        |
| 91-98   | GRM  | Team Garmin-Barracuda        |
| 101-108 | VCD  | Vacansoleil-DCM              |
| 111-118 | TSV  | Topsport Vlaanderen-Mercator |
| 121-128 | LAN  | Landbouwkrediet-Euphny       |

| N.      | Cod. | Squadra                       |
| ------- | ---- | ----------------------------- |
| 131-138 | ACC  | Accent Jobs-Willems Veranda's |
| 141-148 | BSC  | Bretagne-Schuller             |
| 151-158 | CSS  | Champion System               |
| 161-168 | COF  | Cofidis, le Crédit en Ligne   |
| 171-178 | FAR  | Farnese Vini-Selle Italia     |
| 181-188 | ARG  | Argos-Shimano                 |
| 191-198 | RVL  | RusVelo                       |
| 201-208 | SAU  | Saur-Sojasun                  |
| 211-218 | EUC  | Team Europcar                 |
| 221-228 | APP  | Team NetApp                   |
| 231-238 | SPI  | SpiderTech powered by C10     |
| 241-248 | TT1  | Team Type 1-Sanofi            |

## Ordine d'arrivo (Top 10)
| Pos. | Corridore           | Squadra      | Tempo    |
| ---- | ------------------- | ------------ | -------- |
| 1    | Sep Vanmarcke       | Garmin       | 4h52'34" |
| 2    | Tom Boonen          | Omega Pharma | s.t.     |
| 3    | Juan Antonio Flecha | Sky          | s.t.     |
| 4    | Heinrich Haussler   | Garmin       | a 25"    |
| 5    | Greg Van Avermaet   | BMC          | s.t.     |
| 6    | Marco Marcato       | Vacansoleil  | s.t.     |
| 7    | Lloyd Mondory       | AG2R La Mon. | s.t.     |
| 8    | Matthieu Ladagnous  | FDJ-BigMat   | s.t.     |
| 9    | Alexandre Pichot    | Europcar     | s.t.     |
| 10   | Staf Scheirlinckx   | Accent.jobs  | s.t.     |